# Paragehyra felicitae
Paragehyra felicitae — вид геконоподібних ящірок родини геконових (Gekkonidae). Ендемік Мадагаскару. Описаний у 2014 році.

## Поширення і екологія
Paragehyra felicitae відомі за типовим зразком, зібраним в заповіднику Аня в регіоні От-Маціатра в центрі острова Мадагаскар, на висоті 953 м над рівнем моря.